# 腳底按摩

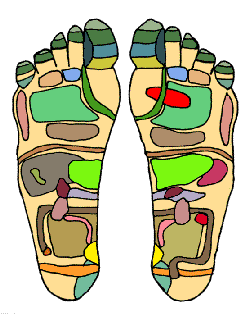
脚底反射區

脚底按摩療法，是區域反射療法的一種，以按摩雙足底部為主要手段，被視為是一種民俗療法。最早起源於吳若石神父。

## 簡介
依據中醫理論(台灣衛福部目前將腳底按摩定義為民俗調理而非中醫)，足部如同耳朵、手掌等部位，皆可反映全身器官之運作情況；因此，藉由按摩足部可促進血液循環、新陳代謝及排瀉體內毒素。據稱，脚底按摩療法可緩和哮喘、關節炎、肌肉痛、高血壓、失眠及肌肉緊張等症狀。

## 傳入臺灣
1978年，吴若石神父將脚底按摩療法引入臺灣。其在臺發展可劃分為三期。第一期為1978年至1981年，這段為吳神父學習腳底按摩及經驗累積的時期。第二期為1982年至1994年，這段時期出現大量大眾傳播媒體的宣傳。第三期為1994年至2004年，「腳底按摩法」改名為「吳神父新足部健康法」。「吳神父新足部健康法」以「推散病理反應物、區域連續性的按摩法、整體性的治療」為治療方針，並且結合中醫的「陰陽五行學說」及經絡之概念。

## 資料來源
1. ↑  . 吳神父反射療法﹑中醫針灸健康中心網站. 2008  [2011-05-04]. （原始内容存档于2011-10-02）.
2. ↑   林進登、林大豐.  (PDF). 台東大學體育學報. 2004, 2: 209–224  [2011-05-04]. （原始内容 (PDF)存档于2011-07-08）.